# 7. etape af Giro d'Italia 2018
7. etape af Giro d'Italia 2018 gik fra Pizzo til Praia a Mare 11. maj 2018. 
Sam Bennett vandt etapen.

## Etaperesultater
| \| Etaperesultat \| Etaperesultat \| Etaperesultat \| Etaperesultat \| Etaperesultat \| \| Rytter \| Rytter \| Hold \| Tid \| \| \| ------------- \| ----------------- \| ----------------------------- \| ------------- \| ------------- \| \| 1. \| Sam Bennett \| Bora-Hansgrohe \| 3t 45' 27" \| \| \| 2. \| Elia Viviani \| Quick-Step Floors \| + 0" \| \| \| 3. \| Niccolò Bonifazio \| Bahrain-Merida \| + 0" \| \| \| 4. \| Sacha Modolo \| EF Education First-Drapac \| + 0" \| \| \| 5. \| Danny van Poppel \| LottoNL-Jumbo \| + 0" \| \| \| 6. \| Jakub Mareczko \| Wilier Triestina-Selle Italia \| + 0" \| \| \| 7. \| Clément Venturini \| AG2R La Mondiale \| + 0" \| \| \| 8. \| Mads Pedersen \| Trek-Segafredo \| + 0" \| \| \| 9. \| Jürgen Roelandts \| BMC Racing Team \| + 0" \| \| \| 10. \| Jens Debusschere \| Lotto-Soudal \| + 0" \| \| |                   |                               |            |
| |                   |                               |            |
| Kilde: ProCyclingStats |                   |                               |            |
| Etaperesultat |                   |                               |            |
| Rytter | Rytter            | Hold                          | Tid        |
| 1. | Sam Bennett       | Bora-Hansgrohe                | 3t 45' 27" |
| 2. | Elia Viviani      | Quick-Step Floors             | + 0"       |
| 3. | Niccolò Bonifazio | Bahrain-Merida                | + 0"       |
| 4. | Sacha Modolo      | EF Education First-Drapac     | + 0"       |
| 5. | Danny van Poppel  | LottoNL-Jumbo                 | + 0"       |
| 6. | Jakub Mareczko    | Wilier Triestina-Selle Italia | + 0"       |
| 7. | Clément Venturini | AG2R La Mondiale              | + 0"       |
| 8. | Mads Pedersen     | Trek-Segafredo                | + 0"       |
| 9. | Jürgen Roelandts  | BMC Racing Team               | + 0"       |
| 10. | Jens Debusschere  | Lotto-Soudal                  | + 0"       |

## Samlet
| \| Samlede stilling \| Samlede stilling \| Samlede stilling \| Samlede stilling \| Samlede stilling \| \| Rytter \| Rytter \| Hold \| Tid \| \| \| ---------------- \| ------------------ \| ----------------- \| ---------------- \| ---------------- \| \| 1. \| Simon Yates \| Mitchelton-Scott \| 26t 31' 30" \| \| \| 2. \| Tom Dumoulin \| Team Sunweb \| + 16" \| \| \| 3. \| Esteban Chaves \| Mitchelton-Scott \| + 26" \| \| \| 4. \| Domenico Pozzovivo \| Bahrain-Merida \| + 43" \| \| \| 5. \| Thibaut Pinot \| Groupama-FDJ \| + 45" \| \| \| 6. \| Rohan Dennis \| BMC Racing Team \| + 53" \| \| \| 7. \| Pello Bilbao \| Astana \| + 1' 03" \| \| \| 8. \| Chris Froome \| Team Sky \| + 1' 10" \| \| \| 9. \| George Bennett \| LottoNL-Jumbo \| + 1' 11" \| \| \| 10. \| Fabio Aru \| UAE Team Emirates \| + 1' 12" \| \| |                    |                   |             |
| |                    |                   |             |
| Kilde: ProCyclingStats |                    |                   |             |
| Samlede stilling |                    |                   |             |
| Rytter | Rytter             | Hold              | Tid         |
| 1. | Simon Yates        | Mitchelton-Scott  | 26t 31' 30" |
| 2. | Tom Dumoulin       | Team Sunweb       | + 16"       |
| 3. | Esteban Chaves     | Mitchelton-Scott  | + 26"       |
| 4. | Domenico Pozzovivo | Bahrain-Merida    | + 43"       |
| 5. | Thibaut Pinot      | Groupama-FDJ      | + 45"       |
| 6. | Rohan Dennis       | BMC Racing Team   | + 53"       |
| 7. | Pello Bilbao       | Astana            | + 1' 03"    |
| 8. | Chris Froome       | Team Sky          | + 1' 10"    |
| 9. | George Bennett     | LottoNL-Jumbo     | + 1' 11"    |
| 10. | Fabio Aru          | UAE Team Emirates | + 1' 12"    |

| Pointkonkurrence | Pointkonkurrence  | Pointkonkurrence              | Pointkonkurrence | Pointkonkurrence |
| Rytter           | Rytter            | Hold                          | Point            |                  |
| ---------------- | ----------------- | ----------------------------- | ---------------- | ---------------- |
| 1.               | Elia Viviani      | Quick-Step Floors             | 178 point        |                  |
| 2.               | Sam Bennett       | Bora-Hansgrohe                | 100 point        |                  |
| 3.               | Sacha Modolo      | EF Education First-Drapac     | 73 point         |                  |
| 4.               | Jakub Mareczko    | Wilier Triestina-Selle Italia | 65 point         |                  |
| 5.               | Guillaume Boivin  | Israel Cycling Academy        | 52 point         |                  |
| 6.               | Davide Ballerini  | Androni Giocattoli-Sidermec   | 52 point         |                  |
| 7.               | Marco Frapporti   | Androni Giocattoli-Sidermec   | 49 point         |                  |
| 8.               | Niccolò Bonifazio | Bahrain-Merida                | 43 point         |                  |
| 9.               | Maksim Belkov     | Katusha-Alpecin               | 38 point         |                  |
| 10.              | Enrico Battaglin  | LottoNL-Jumbo                 | 37 point         |                  |

| Ungdomskonkurrence | Ungdomskonkurrence    | Ungdomskonkurrence          | Ungdomskonkurrence | Ungdomskonkurrence |
| Rytter             | Rytter                | Hold                        | Tid                |                    |
| ------------------ | --------------------- | --------------------------- | ------------------ | ------------------ |
| 1.                 | Richard Carapaz       | Movistar Team               | 26t 32' 53"        |                    |
| 2.                 | Ben O'Connor          | Dimension Data              | + 16"              |                    |
| 3.                 | Sam Oomen             | Team Sunweb                 | + 19"              |                    |
| 4.                 | Maximilian Schachmann | Quick-Step Floors           | + 39"              |                    |
| 5.                 | Miguel Ángel López    | Astana                      | + 49"              |                    |
| 6.                 | Valerio Conti         | UAE Team Emirates           | + 3' 21"           |                    |
| 7.                 | Fausto Masnada        | Androni Giocattoli-Sidermec | + 7' 13"           |                    |
| 8.                 | Giulio Ciccone        | Bardiani CSF                | + 14' 45"          |                    |
| 9.                 | Matej Mohorič         | Bahrain-Merida              | + 14' 58"          |                    |
| 10.                | Jack Haig             | Mitchelton-Scott            | + 15' 03"          |                    |

| Bjergkonkurrence | Bjergkonkurrence   | Bjergkonkurrence              | Bjergkonkurrence | Bjergkonkurrence |
| Rytter           | Rytter             | Hold                          | Point            |                  |
| ---------------- | ------------------ | ----------------------------- | ---------------- | ---------------- |
| 1.               | Esteban Chaves     | Mitchelton-Scott              | 35 point         |                  |
| 2.               | Simon Yates        | Mitchelton-Scott              | 18 point         |                  |
| 3.               | Thibaut Pinot      | Groupama-FDJ                  | 12 point         |                  |
| 4.               | Enrico Barbin      | Bardiani CSF                  | 11 point         |                  |
| 5.               | George Bennett     | LottoNL-Jumbo                 | 9 point          |                  |
| 6.               | Marco Frapporti    | Androni Giocattoli-Sidermec   | 7 point          |                  |
| 7.               | Ryan Mullen        | Trek-Segafredo                | 6 point          |                  |
| 8.               | Domenico Pozzovivo | Bahrain-Merida                | 6 point          |                  |
| 9.               | Eugert Zhupa       | Wilier Triestina-Selle Italia | 5 point          |                  |
| 10.              | Andrea Vendrame    | Androni Giocattoli-Sidermec   | 4 point          |                  |

| Holdkonkurrence | Holdkonkurrence                          | Holdkonkurrence | Holdkonkurrence |
| Hold            | Hold                                     | Tid             |                 |
| --------------- | ---------------------------------------- | --------------- | --------------- |
| 1.              | Mitchelton-Scott                         | 79t 36' 54"     |                 |
| 2.              | Sky                                      | + 2' 06"        |                 |
| 3.              | Movistar Team                            | + 2' 06"        |                 |
| 4.              | Astana                                   | + 2' 23"        |                 |
| 5.              | UAE Team Emirates                        | + 6' 00"        |                 |
| 6.              | Groupama-FDJ                             | + 8' 02"        |                 |
| 7.              | Team Sunweb                              | + 13' 40"       |                 |
| 8.              | Lotto NL-Jumbo                           | + 14' 48"       |                 |
| 9.              | EF Education First-Drapac p/b Cannondale | + 15' 40"       |                 |
| 10.             | Dimension Data                           | + 17' 32"       |                 |